# Marco Modolo
Marco Modolo (ur. 23 marca 1989 w San Donà di Piave) – włoski piłkarz występujący na pozycji obrońcy we włoskim klubie Venezia. Wychowanek Interu Mediolan, w trakcie swojej kariery grał także w takich zespołach, jak Sanvitese, Pro Vercelli, Parma, Gorica oraz Carpi.